# European Space Research Organisation
De European Space Research Organisation (ESRO) (in het Frans: Conseil européen de recherches spatiales, CERS) hield zich sinds haar oprichting in 1964 in Europees verband bezig met projecten op het gebied van ruimtevaart, ruimteonderzoek, ontwikkeling van raketten en satellietsystemen. 
De organisatie werd in 1975 ontbonden en voortgezet in de Europese Ruimtevaartorganisatie (ESA), die tot op heden bestaat.

## Lidstaten
| Landen                   |
| ------------------------ |
| België                   |
| Denemarken               |
| Bondsrepubliek Duitsland |
| Frankrijk                |
| Italië                   |
| Nederland                |
| Spanje                   |
| Verenigd Koninkrijk      |
| Zweden                   |
| Zwitserland              |

## Vestigingen
ESRO’s hoofdkwartier lag in Parijs en hier werden ook de belangrijkste besluiten over toekomstige projecten genomen. De overige ESRO-vestigingen waren over heel Europa verspreid.
- ESTEC (European Space Research and Technology Centre) vormt de ontwerpafdeling voor de meeste ruimtevaartuigen en is in Noordwijk (Zuid-Holland), Nederland gevestigd.
- Esrange was een lanceerbasis en onderzoekscentrum in Kiruna, Zweden
- ESTRACK, stations voor captatie van gegevens van ruimtetuigen in: 
  - Redu, België;
  - Fairbanks, Alaska;
  - Spitsbergen, Noorwegen;
  - Falklandeilanden, Verenigd Koninkrijk
- ESDAC[1], de eerste naam van het operationeel centrum in Darmstadt, Duitsland, tegenwoordig bekend als het European Space Operations Centre (ESOC)